# Chrysanthrax sackeniana
Chrysanthrax sackeniana är en tvåvingeart som först beskrevs av Samuel Wendell Williston  1901.  Chrysanthrax sackeniana ingår i släktet Chrysanthrax och familjen svävflugor. Inga underarter finns listade i Catalogue of Life.